# Fórmula baromètrica
La Fórmula baromètrica o Fórmula de l'anivellament baromètric descriu el repartiment vertical de les molècules de gas a l'atmosfera terrestre i, per tant, la variació de la pressió en funció de l'altitud.
Es parla així d'un gradient de pressió vertical, però que només a base d'aproximacions es pot descriure matemàticament per la raó de la dinàmica del clima en l'atmosfera inferior.
En una primera aproximació es pot suposar que a nivell del mar la pressió disminueix un hectopascal quan l'altitud augmenta 8 metres.

## Equació hidroestàtica

Volum elemental, notacions i forces aplicades

La variació de la pressió i de la massa volúmica de l'aire dins l'atmosfera es descriu per l'equació hidroestàtica. Per establir-la, considerarem un volum elemental de superfície de base A i d'alçada infinitesimal dh, contenint l'aire de massa volúmica ρ. El pes de P d'aquest volum d'aire es dona per {\displaystyle \mathrm {d} {\vec {P}}=\mathrm {d} m\cdot {\vec {g}}=-\rho \cdot \mathrm {d} V\cdot g\cdot {\vec {z}}=-\rho \cdot A\cdot \mathrm {d} h\cdot g\cdot {\vec {z}}}. Sota del volum s'exerceix una força cap amunt {\displaystyle p\cdot A\cdot {\vec {z}}} deguda a la pressió atmosfèrica p. La força exercida cap avall per la pressió atmosfèrica a la part superior del volum és {\displaystyle -(p+\mathrm {d} p)\cdot A\cdot {\vec {z}}}. No cal considerar les forces de pressió que s'exerceixen sobre els costats del volum elemental, car elles s'equilibren.
A l'equilibri hidroestàtic, la suma vectorial de les forces que s'exerceixen sobre el volum elemental és nul·la:
{\displaystyle p\cdot A-\rho \cdot g\cdot \mathrm {d} h\cdot A-(p+\mathrm {d} p)\cdot A=0}
si {\displaystyle (p+\mathrm {d} p)-p=-\rho \cdot g\cdot \mathrm {d} h}.
S'obté la relació : {\displaystyle {\frac {\mathrm {d} p}{\mathrm {d} h}}=-\rho \cdot g}.
Per la llei dels gasos perfectes, la massa volúmica de l'aire s'escriu : {\displaystyle \rho ={\frac {pM}{RT}}}. Així : 
|                                                                           | \| {\displaystyle {\frac {\mathrm {d} p}{\mathrm {d} h}}=-{\frac {pMg}{RT}}} \| |
| {\displaystyle {\frac {\mathrm {d} p}{\mathrm {d} h}}=-{\frac {pMg}{RT}}} |                                                                                 |

M és la massa molar mitjana del gas de l'atmosfera (0,02896 kg•mol−1), g és l'acceleració de la gravetat (9,807 m•s−2), R és la constant universal dels gasos perfectes (8,314 J•K−1•mol−1) i T és laemperatura absoluta.

L'equació hidroestàtica descriu amb quina quantitat de p la pressió atmosfèrica varia per a una petita variació de h de l'altitud. Com mostra la presència del signe menys, de p és negativa quan de h és positiu : la pressió disminueix quan l'altitud augmenta. Per exemple, a una pressió mitjana de p = 1013 hPa al nivell del mar i per a una temperatura de 288 K (15 °C), la pressió disminueix en 0,12 hPa quan l'altitud augmenta 1 m, i d'1 hPa quan l'altitude augmenta 8,3 m.
Es diu nivell baromètric a la diferència d'altitud per la qual la diferència de pressió és d'1 hPa. Per altituds i temperatures més altes, la pressió varia més lentament i augmenta el nivell baromètric.
En general, es vol obtenir valors explícits per la pressió o la densitat com una funció de l'altitud. Es poden obtenir les fluctuacions de pressió per variacions de l'altura de grans dimensions utilitzant el mètode de separació de les variables:
{\displaystyle {\frac {\mathrm {d} p}{p}}=-{\frac {Mg}{RT}}\mathrm {d} h}
integrant l'equació baromètrica:
{\displaystyle \int _{p(h_{0})}^{p(h_{1})}{\frac {\mathrm {d} p}{p}}=-\int _{h_{0}}^{h_{1}}{\frac {Mg}{RT}}\,\mathrm {d} h}.

La integració de l'esquerra dona {\displaystyle \ln \left({\frac {p(h_{1})}{p(h_{0})}}\right)}. Per integrar el costat dret, hem de conèixer la dependència de l'altitud de T i g. L'acceleració de la gravetat es pot considerar constant per altures raonables. En contrast, T varia de manera complexa i impredictible depenent de l'altitud. Per tant, cal fer hipòtesis simplificadores sobre l'evolució de T, basada en l'altitud h.

## Atmosfera isoterma
La fórmula de l'anivellament baromètric per l'atmosfera isoterma és la hipòtesi més sovint citada. La temperatura T és uniforme sigui quina sigui l'altitud.

### Establiment de l'equació baromètrica
Per a T constant, la integració de l'equació baromètica dona :
|                                  | {\displaystyle \int _{p(h_{0})}^{p(h_{1})}{\frac {\mathrm {d} p}{p}}=-{\frac {Mg}{RT}}\,\int _{h_{0}}^{h_{1}}\mathrm {d} h} |
| {\displaystyle \Leftrightarrow } | {\displaystyle \ln \left({\frac {p(h_{1})}{p(h_{0})}}\right)=-{\frac {Mg}{RT}}(h_{1}-h_{0})=-{\frac {Mg}{RT}}\Delta h}      |
| {\displaystyle \Leftrightarrow } | {\displaystyle {\frac {p(h_{1})}{p(h_{0})}}=e^{-{\frac {Mg}{RT}}\Delta h}}                                                  |
| {\displaystyle \Leftrightarrow } | {\displaystyle p(h_{1})=p(h_{0})e^{-{\frac {Mg}{RT}}\Delta h}}                                                              |

Introduint l'altitud característica {\displaystyle h_{s}={\frac {RT}{Mg}}}, se simplifica l'equació en :
|                                                                 | \| {\displaystyle p(h_{1})=p(h_{0})e^{-{\frac {\Delta h}{h_{s}}}}} \| |
| {\displaystyle p(h_{1})=p(h_{0})e^{-{\frac {\Delta h}{h_{s}}}}} |                                                                       |

A cada augment de l'altitud de hs, la pressió disminueix d'un factor {\displaystyle e\approx 2,72}. L'altitud característica és així in mesurament natural de l'altitud de l'atmosfera i de l'evolució de la pressió dins d'ella. Per aquest model d'atmosfera, val al voltant 8,4 km per T = 15 °C.
La massa volúmic s'expressa de manera similar :
|                                                                         | \| {\displaystyle \rho (h_{1})=\rho (h_{0})e^{-{\frac {\Delta h}{h_{s}}}}} \| |
| {\displaystyle \rho (h_{1})=\rho (h_{0})e^{-{\frac {\Delta h}{h_{s}}}}} |                                                                               |

## Taula del nivell d'anivellament baromètric
|        | Nivell d'anivellament baromètric[m/hPa] |      |       |       |
| h      | −15 °C                                  | 0 °C | 15 °C | 30 °C |
| 0 m    | 7,5                                     | 7,9  | 8,3   | 8,8   |
| 500 m  | 7,9                                     | 8,3  | 8,7   | 9,2   |
| 1000 m | 8,3                                     | 8,7  | 9,2   | 9,6   |
| 2000 m | 9,3                                     | 9,7  | 10,1  | 10,6  |
| 3000 m | 10,4                                    | 10,8 | 11,2  | 11,6  |

Per altituds i temperatures mitjanes, sovint s'utilitza la fórmula «1 hPa / 30ft». Aquesta aproximació sovint és utilitzada pels pilots d'avions per a càlculs mentals ràpids.

### Fórmula internacional de l'anivellament baromètric
Prenent el nivell del mar com a altitud de referència h0, i considerant per l'amosfera un estat mitjà definit per l'Atmosfera normalitzada tipus OACI (Temperatura 15 °C = 288,15 K, pressió 1013,25 hPa, gradient vertical de temperatura 0,65 K per 100 m), s'obté la fórmula internacional d'anivellament baromètric :
{\displaystyle p(h)=1013{,}25\left(1-{\frac {0{,}0065\cdot h}{288{,}15}}\right)^{5{,}255}\mathrm {hPa} }
Aquesta fórmula permet el càlcul de la pressió a una certa altitud, sense haver de conèixer la temperatura o el gradient vertical de temperatura. Tanmateix la seva precisió és limitada.